# American Eagle Outfitters
American Eagle Outfitters Inc. is een Amerikaans kledingbedrijf. Het bedrijf werd in 1977 opgericht door de broers Jerry en Mark Silverman. American Eagle Outfitters verkoopt kleding onder de gelijknamige merknaam, maar heeft sinds 2006 ook het ondergoedmerk Aerie. Voormalige merken zijn 77 kids en Martin + Osa. Het bedrijf heeft zijn hoofdzetel in Pittsburgh, wordt geleid door Jay Schottenstein en stelt zo'n 40.000 werknemers tewerk. Er zijn meer dan 900 American Eagle-winkels en bijna 150 Aerie-winkels. Sinds 2001 is het merk ook in andere landen dan de VS aanwezig. 